# رابرت لی (تگزاس)
رابرت لی، تگزاس (به انگلیسی: Robert Lee, Texas) یک شهر در ایالات متحده آمریکا با جمعیت ۱٬۰۴۹ نفر است که در تگزاس واقع شده‌است.

## موقعیت جغرافیایی
موقعیت جغرافیایی شهرها و مناطق اطراف به شرح زیر است: